# Мизерикордия (оружие)

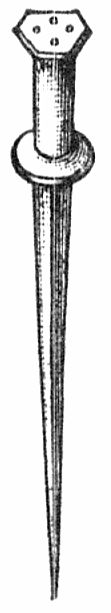

Мизерикорд, мизерикордия, кинжа́л милосе́рдия (фр. misericorde — «милосердие, пощада») — кинжал с узким 3-гранным либо ромбовидным сечением клинка для проникновения между сочленениями рыцарских доспехов.
Кинжал милосердия использовали для добивания поверженного противника, иными словами для быстрого избавления его от смертных мук и агонии, либо для убийства противника или коня противника, бесполезного с точки зрения выкупа. Удар таким оружием имел собственное название «ку-де-грас» (coup de grâce — «удар милосердия»). Появился в Западной Европе в XII веке и представлял собою кинжал с узким 3—4-гранным клинком длиной 20—40 см. Такое же оружие имелось и в Японии, там оно появилось также к XII веку и было известно под названием ёрои доси («сокрушитель доспехов»). В то время ёрои доси затыкали за пояс сзади, но позднее стали чаще носить на правом боку. Мизерикорд и ёрои доси использовали для добивания противника и в случае борьбы в доспехах. Наибольшее распространение мизерикорд получил у рыцарского ордена госпитальеров, у которых подобное оружие входило в обязательную часть вооружения.
С прекращением использования полных доспехов мизерикорд также постепенно исчез из военного обихода, уступив место кинжалам с более широким клинком, пригодным для нанесения также рубящих и режущих ударов.

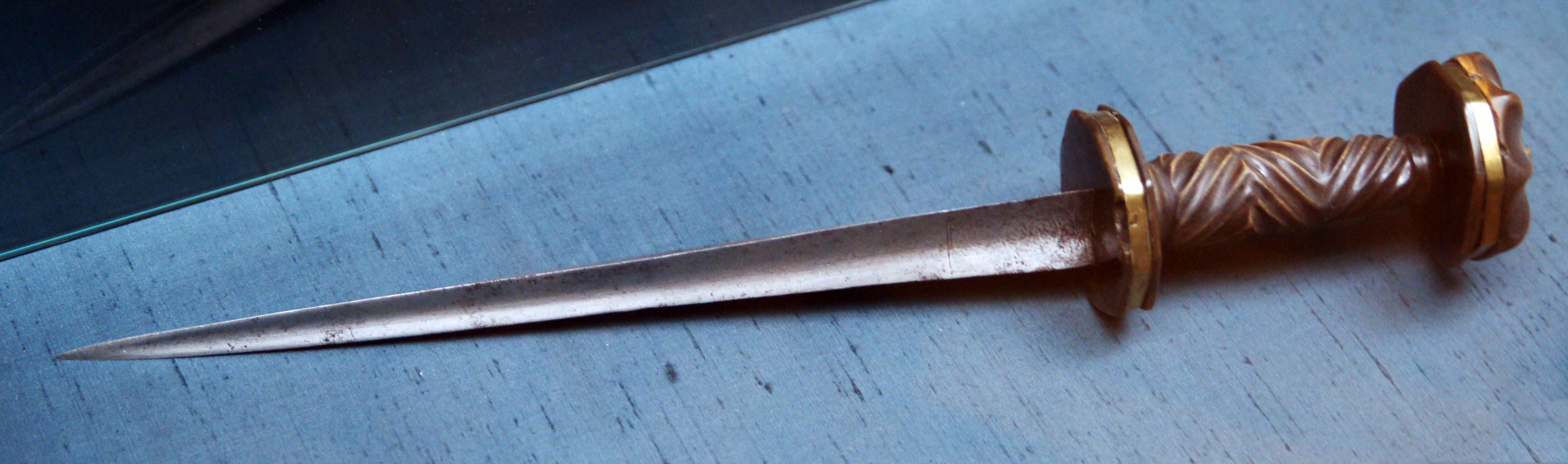
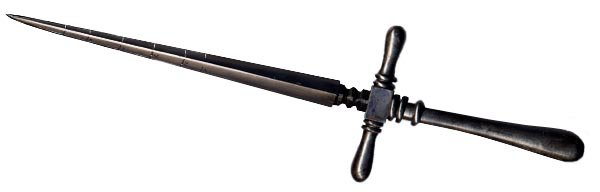
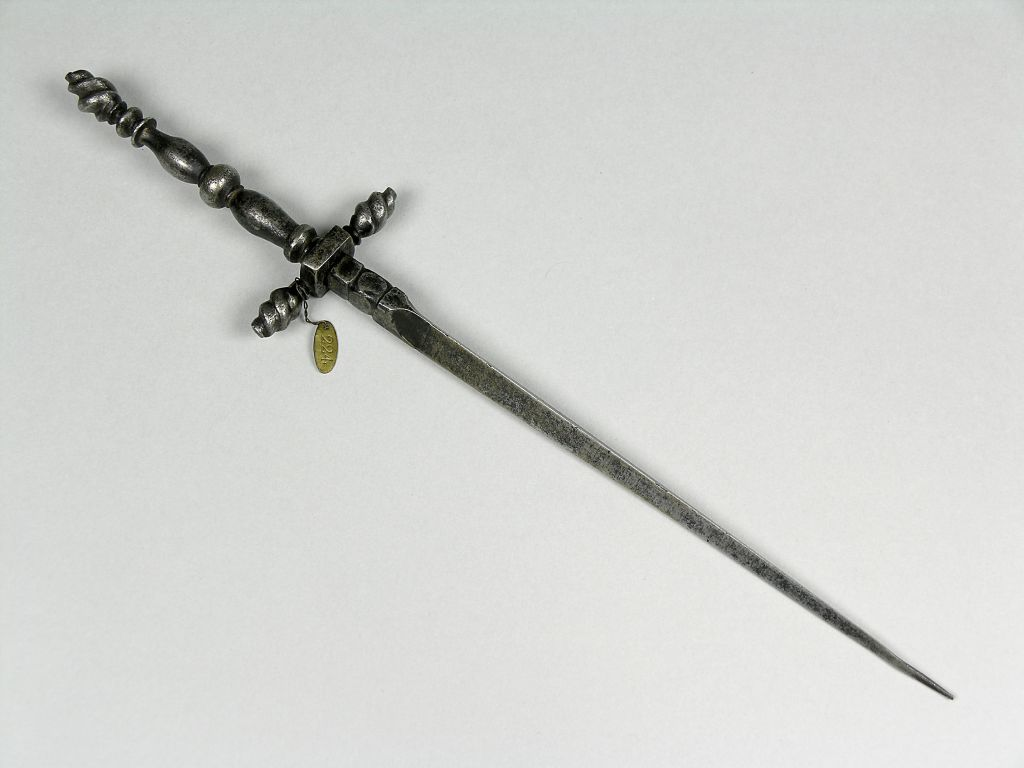